# B.C.'s Quest for Tires
B.C.'s Quest for Tires je videoigra autora Ricka Banksa i Michaela Batea. Na tržište ju je 1983. godine izdala tvrtka Sierra On-Line. Igra je zasnovana na stripu B.C. autora Johnnyja Harta dok je naslov bio igra na filma koji bio izašao u isto vrijeme s naslovom  Quest for Fire. Nastavak igre izašao je 1984. pod naslovom Grog's Revenge.

## Priča
Glavni lik igre je pećinski čovjek Thor koji mora spasiti svoju djevojku 'Zgodnu Curu' koju je oteo dinosaur. Da bi stigao do svoje djevojke, Thor mora voziti svoj unicikl, u stvari nemogući kotač preko nekoliko nivoa. Na svakom nivou Thor se giba s lijeve na desnu stranu zaslona, izbjegavajući razne prepreke.

## Igra
B.C.'s Quest for Tires akcijska je igra koja se prenosi preko nekoliko povezanih nivoa. Na početku igre prepreke su jednostavne, Thor mora preskočiti preko rupa i sagnuti se da ne bi udario glavom o granu. Kasniji nivoi postaju složeniji: npr. Thor mora skočiti na kornjače da bi uspio prijeći preko jezera, ili treba uhvatiti noge ptice Dooky kako bi uspio preskočiti preko jezera s lavom.

## Platforme
- Commodore 64
- Obitelj 8-bitnih Atarija
- ColecoVision
- ZX Spectrum
- MSX
- Apple II